# Campanula creutzburgii
Campanula creutzburgii là loài thực vật có hoa trong họ Hoa chuông. Loài này được Greuter mô tả khoa học đầu tiên năm 1967.